# Cammeraygal
Die Cammeraygal, auch Cam-mer-ray-gal, Gamaraigal, Kameraigal und Cameragal geschrieben, waren Aborigines, die im Gebiet des North Sydney Councils in Sydney in Australien bis in die 1820er Jahre lebten.

## Aborigines-Clan und Name
Die Cammeraygal waren ein Clan der Eora im Raum von North Sydney, Willoughby City, Mosman Municipality, Manly und Warringah Council, in dem weitere Stämme der Aborigines und Clans lebten. Die bekannten Spuren in ihres angestammten Lands reichen 5800 Jahre zurück. Heute erinnern Gräber und Felsenzeichnungen an ihre Kultur und ihr Leben.
Der Name „Cammeraygal“ ist im Wappen von North Sydney Council als Schriftzug und auf einem  Gedenkstein vor dem Council-Gebäude aufgenommen worden. Die in North Sydney gelegene Vorstadt Cammeray und die Cammeraygal High School tragen den Clan-Namen.

## Persönlichkeit
Barangaroo war eine selbstbestimmte Aborigine-Frau der Cammeraygal, die hohe Anerkennung durch ihre Handlungen und ihr Auftreten auch bei den ersten Siedler in Sydney genoss. Sie war die zweite Frau von Bennelong, dem ersten indigenen Australier, der Australien umsegelte. Nach Barangaroo ist ein 22 Hektar großes Gebiet in Sydney benannt.